# 長陽駅
長陽駅（ちょうようえき）は、熊本県阿蘇郡南阿蘇村大字河陽にある南阿蘇鉄道高森線の駅。

## 歴史

### 年表
- 1928年（昭和3年）2月12日：鉄道省によって開設[1]。
- 1961年（昭和36年）
  - 9月1日：業務委託駅となる[2]。
  - 10月1日：貨物取扱廃止[1]。
- 1971年（昭和46年）2月20日：荷物扱い廃止[3]。無人駅化[4]。
- 1986年（昭和61年）4月1日：国鉄高森線より南阿蘇鉄道に転換[1]。
- 2006年（平成18年）：駅舎内に喫茶店「久永屋」が開業[5]。
- 2016年（平成28年）4月14日・4月16日：熊本地震によって路線の橋梁やトンネル躯体に損傷が発生し、運転見合わせ。
- 2023年（令和5年）7月15日：立野 - 中松間が復旧、全線で運転を再開[6]。

### 駅名の由来
南阿蘇は外輪山の影響で日照時間が短いが、外輪山が立野で切れているためにこの地には西日が長く当たる。そのため長陽の名が付いたとされる。

## 駅構造

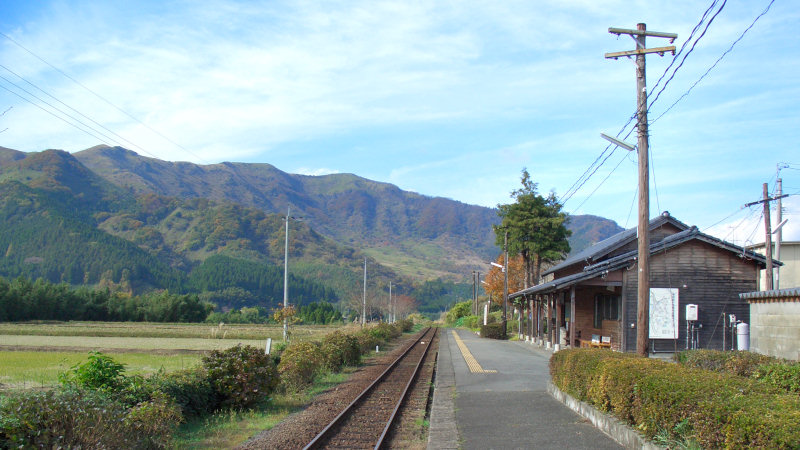
ホーム（2006年11月）

単式ホーム1面1線を有する地上駅。無人駅だが木造駅舎がある。
現在は、駅事務所であった部分を改装した喫茶店「久永屋」が土日のみ営業している。

## 利用状況
| 年度   | 1日平均 乗車人員 | 1日平均 乗降人員 |
| ------ | ---------------- | ---------------- |
| 2011年 | 43               | 87               |
| 2012年 | 41               | 83               |
| 2013年 | 46               | 90               |
| 2014年 | 38               | 77               |
| 2015年 | 37               | 75               |
| 2016年 | 営業休止         | 営業休止         |

## 駅周辺
- 阿蘇森林組合南部支所 - 駅前広場にある。
- めるころパン工房
- 南阿蘇村長陽庁舎
- 南阿蘇村立長陽中学校
- 地獄温泉・垂玉温泉 - タクシーで15分程度
- 宝来宝来神社[13]
- 国道325号 - バイパスと旧道（現・村道）があり2本併走している。主に路線バスが走る旧道は当駅から約400 mの距離にある。

### バス路線
産交バス
- 長陽駅 - 駅舎前

ゆるっとバス（久木野コース） - 高森中央（あそ望の郷経由）行き / 南阿蘇村役場行き
- 長陽駅入口（志田商店前） - 駅前から100 m離れた旧国道（村道）上の停留場

ゆるっとバス（白水コース） -  高森中央（下田駅前経由）行き / 立野駅行き　

## 隣の駅
南阿蘇鉄道
■高森線
立野駅 - 長陽駅 - 加勢駅
立野駅との間に第一白川橋梁がある。